# Karl Josef Oehler
Karl Josef Oehler (* 1889 in Nordrach; † 20. August 1917 in Flandern) war als „erster Flieger des Schwarzwalds“ weithin bekannt.

## Leben
Schon als Kind zeigte er ein auffallendes Interesse am Fliegen. Als unternehmungslustiger Schreinergeselle bastelte er in seiner Freizeit Flugzeugmodelle und versuchte durch Selbststudium, in die Geheimnisse der Flugkunst einzudringen. Seine Eltern rieten ihm von seinem Plan ab, Flieger zu werden, und empfahlen ihm immer wieder, auf dem Boden zu bleiben.
Doch nach langem Bitten und Betteln und ausreichend erspartem und geliehenem Geld lernte er bei einem der ersten Fluglehrer in der Provinz Brandenburg das Fliegen. Schon 1913 – er war gerade 24 Jahre alt – hatte er sein damals wagemutiges Ziel erreicht und das Flugzeugführerpatent erworben.
Nach vierwöchiger Lehrzeit war er nun Flugzeugpilot. Mit geborgtem Geld kaufte er ein Flugzeug. In sogenannten Schau- oder auch Kunstflügen warb er erfolgreich für den Flugzeuggedanken und brachte die Mittel für die Rückzahlung seiner Schulden auf. Auch durch den Verkauf von Fotos kam er zu dem dringend benötigten Geld.
In Gengenbach, Zell a.H., Haslach, Lahr, Freudenstadt, Achern, Wolfach und andernorts fanden deshalb Flugtage statt. Was der junge Nordracher mit seinem Fliegen keineswegs beabsichtigte, trat 1914 ein, als der Erste Weltkrieg begann und er als Soldat der Luftwaffe gegen den Gegner – zunächst im Osten – eingesetzt wurde.
Er litt darunter, Menschen und Landschaften vernichten zu müssen, und erfreute sich kaum seiner errungenen höchsten Auszeichnungen, weil sie mit einem solch hohen Preis bezahlt worden waren. In seinen vielen, noch heute erhaltenen Briefen an die Eltern gab er Gefechtsschilderungen und sprach mehrfach von „grauenhaftem Vernichten“.
Am 20. August 1917 ereilte den Vizefeldwebel im Luftkampf über Flandern der Fliegertod. Sein Leichnam wurde in die Heimat überführt. Auf dem Dorffriedhof fand der mit höchsten Orden ausgezeichnete Fliegerheld seine letzte Ruhestätte. Ein Flugpropeller zierte lange Zeit das schlichte Grab des schon im Alter von 28 Jahren verstorbenen ersten Fliegers vom Schwarzwald, der noch viele kühne Flugpläne in die Tat hatte umsetzen wollen.
Zu seinem 50. Todestag ließ die Gemeinde Nordrach am Elternhaus eine Erinnerungstafel anbringen.
In Nordrach erinnert außerdem die Karl-Josef-Oehler-Straße an ihn, im nahe gelegenen Offenburg der Karl-Josef-Oehler-Weg.